# Serie A 2003-2004 (pallacanestro maschile)
La Serie A 2003-2004 è stata l'ottantaduesima edizione del massimo campionato italiano di pallacanestro maschile.

## Stagione
A sostituire Fabriano retrocessa in Legadue, sale nella massima serie il Teramo Basket, al suo esordio in Serie A. 
Nell'estate del 2003 avviene la radiazione da tutti i campionati nazionali della Virtus Bologna, per inadempienze economiche. Con la sparizione della squadra bolognese viene ripescata la Pallacanestro Messina, perdente della finale play-off di Legadue. Anche per la squadra siciliana si tratta della prima volta nella massima serie.

## Squadre partecipanti
| Squadra             | Stagione | Città           | Palazzetto                    | Stagione precedente                      |
| ------------------- | -------- | --------------- | ----------------------------- | ---------------------------------------- |
| Scandone Avellino   | dettagli | Avellino        | PalaDelMauro                  | 15º posto in Serie A                     |
| Pall. Biella        | dettagli | Biella          | PalaPajetta                   | 10º posto in Serie A                     |
| Fortitudo Bologna   | dettagli | Bologna         | PalaDozza                     | 6º posto in Serie A                      |
| Pall. Cantù         | dettagli | Cantù           | Palasport Pianella (Cucciago) | 3º posto in Serie A                      |
| Basket Livorno      | dettagli | Livorno         | PalaMacchia                   | 16º posto in Serie A                     |
| Pall. Messina       | dettagli | Messina         | PalaRescifina                 | 3º posto in Legadue                      |
| Olimpia Milano      | dettagli | Milano          | PalaLido                      | 5º posto in Serie A                      |
| Basket Napoli       | dettagli | Napoli          | PalaBarbuto                   | 7º posto in Serie A                      |
| V.L. Pesaro         | dettagli | Pesaro          | Vitrifrigo Arena              | 13º posto in Serie A                     |
| Viola R. Calabria   | dettagli | Reggio Calabria | PalaCalafiore                 | 9º posto in Serie A                      |
| Virtus Roma         | dettagli | Roma            | Palazzo dello Sport           | 2º posto in Serie A                      |
| Pall. Roseto        | dettagli | Roseto          | PalaMaggetti                  | 8º posto in Serie A                      |
| Mens Sana Siena     | dettagli | Siena           | PalaEstra                     | 4º posto in Serie A                      |
| Teramo Basket       | dettagli | Teramo          | PalaScapriano                 | 1º posto in Legadue, promossa ai playoff |
| Pall. Treviso       | dettagli | Treviso         | PalaVerde                     | 1º posto in Serie A, Campione            |
| Pall. Trieste       | dettagli | Trieste         | PalaTrieste                   | 11º posto in Serie A                     |
| Amici Pall. Udinese | dettagli | Udine           | PalaCarnera                   | 17º posto in Serie A                     |
| Pall. Varese        | dettagli | Varese          | Palasport Lino Oldrini        | 12º posto in Serie A                     |

### Allenatori e primatisti
| Squadra         | Allenatore                                                                    | Capitano           | Cestista più presente                                     | Miglior marcatore      |
| --------------- | ----------------------------------------------------------------------------- | ------------------ | --------------------------------------------------------- | ---------------------- |
| Avellino        | Zare Markovski                                                                | Larry Middleton    | Michele Maggioli Frédéric Forte (34)                      | Larry Middleton (566)  |
| Biella          | Alessandro Ramagli                                                            | ...                | Fabio Di Bella Matteo Soragna Andrea Michelori (34)       | Fabio Di Bella (419)   |
| Fortitudo       | Jasmin Repeša                                                                 | Gianluca Basile    | Carlos Delfino (32)                                       | Miloš Vujanić (501)    |
| Cantù           | Stefano Sacripanti                                                            | Dan Gay            | quattro giocatori (34)                                    | Samuel Hines (585)     |
| Livorno         | Luca Banchi                                                                   | Daniele Parente    | Charlie Bell Luca Garri Simone Cotani (34)                | Charlie Bell (868)     |
| Messina         | Giovanni Perdichizzi (1ª-8ª) Matteo Boniciolli (9ª-19ª) Pasquale Iracà (20ª-) | ...                | Matt Bonner (33)                                          | Matt Bonner (634)      |
| Milano          | Attilio Caja (1ª-22ª) Roberto Carmenati (22ª-)                                | Hugo Sconochini    | Lonnie Cooper Rod Sellers (33)                            | Lonnie Cooper (438)    |
| Napoli          | Andrea Mazzon                                                                 | ...                | quattro giocatori (34)                                    | Mike Penberthy (661)   |
| Pesaro          | Phil Melillo                                                                  | Silvio Gigena      | cinque giocatori (33)                                     | Alphonso Ford (753)    |
| Reggio Calabria | Lino Lardo                                                                    | ...                | Benjamin Eze Diego Fajardo Titus Ivory (34)               | J.J. Eubanks (439)     |
| Roma            | Piero Bucchi                                                                  | Alessandro Tonolli | Davide Bonora (34)                                        | Carlton Myers (645)    |
| Roseto          | Luca Dalmonte Neven Spahija                                                   | ...                | Norman Nolan K'Zell Wesson (33)                           | Norman Nolan (619)     |
| Siena           | Carlo Recalcati                                                               | Roberto Chiacig    | quattro giocatori (34)                                    | Bootsy Thornton (520)  |
| Teramo          | Franco Gramenzi                                                               | ...                | Mario Boni Keith Carter Gianluca Lulli (34)               | Mario Boni (809)       |
| Treviso         | Ettore Messina                                                                | Riccardo Pittis    | Denis Marconato Guilherme Giovannoni Riccardo Pittis (33) | Maurice Evans (520)    |
| Trieste         | Cesare Pancotto                                                               | ...                | Andrea Camata (33)                                        | Sharif Fajardo (423)   |
| Udine           | Teoman Alibegović                                                             | ...                | Siniša Kelečević Eddie Shannon Michael Hicks (34)         | Saša Vujačić (475)     |
| Varese          | Edoardo Rusconi Giulio Cadeo                                                  | Francesco Vescovi  | Francesco Vescovi (32)                                    | Jerry McCullough (501) |

## Stagione regolare

### Classifica
|  | Pos. | Squadra                 | PT | G  | V  | P  | PF   | PS   | Dif  | SD |
|  | ---- | ----------------------- | -- | -- | -- | -- | ---- | ---- | ---- | -- |
|  | 1.   | Montepaschi Siena       | 52 | 34 | 26 | 8  | 3014 | 2746 | 268  |    |
|  | 2.   | Skipper Bologna         | 50 | 34 | 25 | 9  | 2947 | 2730 | 217  |    |
|  | 3.   | Benetton Treviso        | 50 | 34 | 25 | 9  | 2943 | 2640 | 303  |    |
|  | 4.   | Scavolini Pesaro        | 46 | 34 | 23 | 11 | 2918 | 2761 | 157  |    |
|  | 5.   | Pompea Napoli           | 44 | 34 | 22 | 12 | 2858 | 2808 | 50   |    |
|  | 6.   | Oregon Scientific Cantù | 40 | 34 | 20 | 14 | 2835 | 2816 | 19   |    |
|  | 7.   | Lottomatica Roma        | 38 | 34 | 19 | 15 | 2712 | 2653 | 59   |    |
|  | 8.   | Metis Varese            | 36 | 34 | 18 | 16 | 2906 | 2905 | 1    |    |
|  | 9.   | Tris Reggio Calabria    | 32 | 34 | 16 | 18 | 2733 | 2734 | 1    |    |
|  | 10.  | Breil Milano            | 30 | 34 | 15 | 19 | 2744 | 2737 | 7    |    |
|  | 11.  | Lauretana Biella        | 30 | 34 | 15 | 19 | 2756 | 2759 | -3   |    |
|  | 12.  | Snaidero Udine          | 30 | 34 | 15 | 19 | 2850 | 2881 | -31  |    |
|  | 13.  | Euro Roseto             | 28 | 34 | 14 | 20 | 2841 | 2944 | -103 |    |
|  | 14.  | Teramo Basket           | 26 | 34 | 13 | 21 | 3098 | 3157 | -59  |    |
|  | 15.  | Mabo Livorno            | 22 | 34 | 11 | 23 | 2765 | 2984 | -219 |    |
|  | 16.  | Air Avellino            | 22 | 34 | 11 | 23 | 2834 | 2919 | -85  |    |
|  | 17.  | Coop Nordest Trieste    | 20 | 34 | 10 | 24 | 2518 | 2842 | -324 |    |
|  | 18.  | Sicilia Messina         | 16 | 34 | 8  | 26 | 2768 | 3024 | -256 |    |

      Ammesse ai playoff scudetto.
      Retrocesse in Legadue
  Vincitrice del campionato italiano
  Vincitrice della Supercoppa italiana 2003
  Vincitrice della Coppa Italia 2004
In caso di parità tra due squadre si considera la differenza canestri degli scontri diretti, in caso di scarto nullo si considera il coefficiente canestri (PF/PS). In caso di parità fra tre o più squadre si procede al calcolo della classifica avulsa, prendendo in considerazione come primo elemento il totale degli scontri diretti tra le squadre interne alla classifica avulsa, in caso di parità interna tra due squadre si prosegue con le regole per la parità tra due squadre.
Note:
Al termine della stagione Trieste e Messina verranno escluse a partecipare al prossimo campionato di Legadue per fallimento.

## Play-off
|  | Quarti di finale | Quarti di finale  | Quarti di finale  | Quarti di finale  | Quarti di finale | Quarti di finale | Quarti di finale |  |  | Semifinali        | Semifinali        | Semifinali        | Semifinali        | Semifinali        | Semifinali        | Semifinali |    |    | Finale          | Finale          | Finale          | Finale          | Finale | Finale | Finale |  |
|  |                  |                   |                   |                   |                  |                  |                  |  |  |                   |                   |                   |                   |                   |                   |            |    |    |                 |                 |                 |                 |        |        |        |  |
|  | 1                | Mens Sana Siena   | Mens Sana Siena   | Mens Sana Siena   | 107              | 87               | 103              |  |  |                   |                   |                   |                   |                   |                   |            |    |    |                 |                 |                 |                 |        |        |        |  |
|  | 8                | Pall. Varese      | Pall. Varese      | Pall. Varese      | 77               | 75               | 76               |  |  | Mens Sana Siena   | Mens Sana Siena   | Mens Sana Siena   | Mens Sana Siena   | 94                | 96                | 100        |    |    |                 |                 |                 |                 |        |        |        |  |
|  | 4                | V.L. Pesaro       | 87                | 77                | 79               | 78               | 86               |  |  | V.L. Pesaro       | V.L. Pesaro       | V.L. Pesaro       | V.L. Pesaro       | 67                | 89                | 69         |    |    |                 |                 |                 |                 |        |        |        |  |
|  | 5                | Basket Napoli     | 63                | 92                | 72               | 86               | 75               |  |  |                   |                   |                   |                   |                   |                   |            |    |    | Mens Sana Siena | Mens Sana Siena | Mens Sana Siena | Mens Sana Siena | 80     | 75     | 92     |  |
|  | 3                | Pall. Treviso     | Pall. Treviso     | Pall. Treviso     | 96               | 70               | 97               |  |  |                   |                   | Fortitudo Bologna | Fortitudo Bologna | Fortitudo Bologna | Fortitudo Bologna | 70         | 68 | 63 |                 |                 |                 |                 |        |        |        |  |
|  | 6                | Pall. Cantù       | Pall. Cantù       | Pall. Cantù       | 76               | 62               | 60               |  |  | Pall. Treviso     | Pall. Treviso     | Pall. Treviso     | Pall. Treviso     | 87                | 77                | 75         |    |    |                 |                 |                 |                 |        |        |        |  |
|  | 2                | Fortitudo Bologna | Fortitudo Bologna | Fortitudo Bologna | 88               | 75               | 93               |  |  | Fortitudo Bologna | Fortitudo Bologna | Fortitudo Bologna | Fortitudo Bologna | 96                | 84                | 96         |    |    |                 |                 |                 |                 |        |        |        |  |
|  | 7                | Virtus Roma       | Virtus Roma       | Virtus Roma       | 84               | 73               | 86               |  |  |                   |                   |                   |                   |                   |                   |            |    |    |                 |                 |                 |                 |        |        |        |  |

### Finali

#### Siena - Fortitudo
| Arbitri: | Colucci Cicoria Sabetta |

|                                        |            |                                             |
| Stefanov 18 Vanterpool 15 Kakiouzīs 14 | Punti      | 22 Delfino 12 Smodiš 11 Mancinelli, Vujanić |
| Žukauskas, Thornton 4                  | Assist     | 4 Vujanić                                   |
| Thornton, Vanterpool 7                 | Rimbalzi   | 6 Smodiš, Delfino                           |
| Carlo Recalcati                        | Allenatori | Jasmin Repeša                               |

| Arbitri: | Facchini Tola Cerebuch |

|                                                     |            |                                              |
| Delfino 15 Basile 11 Mancinelli, Smodiš, Vujanić 10 | Punti      | 26 Thornton 15 Stefanov, Andersen 6 Vukčević |
| Vujanić 4                                           | Assist     | 2 Stefanov, Thornton                         |
| Delfino, Mancinelli 6                               | Rimbalzi   | 7 Thornton, Andersen                         |
| Jasmin Repeša                                       | Allenatori | Carlo Recalcati                              |

| Arbitri: | Cazzaro Lamonica Paternicò |

|                                     |            |                                |
| Thornton 30 Andersen 20 Stefanov 12 | Punti      | 21 Delfino 14 Vujanić 9 Basile |
| Stefanov 3                          | Assist     | 4 Vujanić                      |
| Andersen 11                         | Rimbalzi   | 5 Mancinelli, Smodiš, Delfino  |
| Carlo Recalcati                     | Allenatori | Jasmin Repeša                  |

## Verdetti

### Squadra campione
- Campione d'Italia:  Montepaschi Siena (1º titolo)

| Logo                        | Giocatori | Presenze (playoff) | Punti (playoff) |
| --------------------------- | --------- | ------------------ | --------------- |
| Montepaschi Siena           |           |                    |                 |
| Bootsy Thornton             | 34 (+9)   | 520 (+163)         |                 |
| David Vanterpool            | 34 (+9)   | 438 (+106)         |                 |
| Giacomo Galanda             | 34 (+9)   | 283 (+53)          |                 |
| Mindaugas Žukauskas         | 34 (+9)   | 173 (+68)          |                 |
| Vrbica Stefanov             | 33 (+9)   | 439 (+100)         |                 |
| Michalīs Kakiouzīs          | 33 (+9)   | 376 (+79)          |                 |
| David Andersen              | 33 (+9)   | 266 (+104)         |                 |
| Roberto Chiacig             | 31 (+9)   | 256 (+74)          |                 |
| Dušan Vukčević              | 31 (+9)   | 234 (+60)          |                 |
| Luca Vitali                 | 6 (+3)    | 8 (+2)             |                 |
| Luigi Datome                | 6 (+0)    | 10 (+0)            |                 |
| Tommaso Marino              | 5 (+0)    | 3 (+0)             |                 |
| Marco Tagliabue             | 5 (+0)    | 1 (+0)             |                 |
| Luca Lechthaler             | 3 (+3)    | 1 (+0)             |                 |
| Marco Sambugaro             | 1 (+7)    | 0 (+25)            |                 |
| Simone Berti                | 1 (+0)    | 6 (+0)             |                 |
| Allenatore: Carlo Recalcati |           |                    |                 |

### Altri verdetti
- Retrocessioni in Legadue: Pallacanestro Trieste, Pallacanestro Messina
- Coppa Italia: Pallacanestro Treviso
- Supercoppa italiana: Pallacanestro Cantù